# Вільгельм I (граф Ено)
Вільгельм I Добрий (фр. Guillaume le Bon, нід. Willem de Goede; бл. 1286 — 7 червня 1337) — граф Ено (як Вільгельм I), граф Голландії і Зеландії (як Вільгельм III) в 1304—1337 роках.

## Життєпис

### Молоді роки
Походив з династії Авенів. Третій син Жана I, графа Ено, Голландії і Зеландії, та Філіппи Люксембурзької. Народився близько 1286 року. 1299 року призначено намісником Голландії. 1300 року завдав поразки фламандському війську, що рухалося на допомогу повсталим в Зеландії.
1302 року після загибелі старшого брата Жана в битві біля Куртре отримав титул графа Остревана, посаду намісника Зеландії й став спадкоємцем батька в усіх володіннях. Втім того ж року зазнав поразки від фламандсько-брабантського війська у битві на острові Дуйвеланд, внаслідок чого втратив Зеландію, значну частину Голландії. 1304 року брав участь у морській битві біля Зірікзее, де франко-голландський флот завдав поразки фламандцям. Це дозволило Вільгельму відвоювати Голландію і Зеландію. Невдовзі після цього помирає його батько, внаслідок чого стає графом Ено, Голландії і Зеландії.

### Володарювання
Продовжив політику попередника, орієнтуючись на Францію, яка допомагала у боротьбі з фламандським графом Робертом III, яка поновилася 1305 року. Того ж року пошлюбив представницю французького роду Валуа. 1309 року намагався повністю підкорити Фризландію, але зазнав поразки від потестаата (магістрата-губернатора) Фризії Гесселя Мартена.
1310 року Вільгельм I зазнав поразки й втратив Зеландію. Проте невдовзі поновив війну проти графа Фландрії. Спираючись на допомогу Філіппа IV, короля Франції. 1312 року вдалося повернути Зеландію. Втім 1314 року після смерті французького короля війна поновилася. Вона тривала до смерті Роберта III у 1322 році. Водночас 1317 року після смерті стрийка Гі д'Авена, єпископа Утрехту, успадкував сеньйорію Амстердам, яку приєднав до Голландії. Також посилив свій вплив в Утрехті.
1322 року надав привілеї місту Женлі. 1323 року Вільгельм I уклав Паризький договір з Людовиком I, графом Фландрії, відповідно до якого Авени отримували Західну (острівну) Зеландію, але відмовлялися від материкової Зеландії та імперської Фландрії. 1324 року уклав союз з Людвигом IV Віттельсбахом, королем Німеччини.
Для зміцнення свого становища спирався на міста, міський патрциіат, багатьом представникам якого надав право спадкового шляхетства. Разом з тим продовжив політику розбудови гребель та створення польдерів в Голландії.
1325 року надав прихисток англійській королеві-втікачці Ізабеллі з сином Едуардом. Тоді ж домовився про шлюб своєї доньки з англійським принцем. 1326 року надав військо Ізабеллі, з яким та з її коханцем Роджером Мортимером висадилися в Англії, поваливши короля Едуарда II.
У 1328 році Вільгельм I уклав союз з новим французьким королем Філіппом VI Валуа. Того ж року граф Ено брав участь у битві біля Касселю, де завдано поразки повсталим фламандцям.
1334 року Вільгельм I виступив посередником для укладання миру між Фландрією та Брабантом. 1337 року з початком Столітньої війни підтримав зятя Едуарда III, короля Англії. Помер того ж року в Валансьєні. Йому спадкував син Вільгельм II.

## Родина
Дружина — Жанна, донька графа Карла Валуа та його першої дружини Маргарити
Діти:
- Маргарита (24 червня 1310 — 23 червень 1356), дружина Людвига IV Баварського, імператора Священної Римської імперії
- Іоанна (1311/1313 — 1374), дружина: 1) Вільгельма I, герцога Юліх; 2) Бодуен III де Т'єнена
- Іоанн (1311/1316 — 1316)
- Філіппа (1314—1369), дружина Едуарда III, короля Англії
- Вільгельм (1317—1345), граф Ено, Голландії і Зеландії
- Агнеса (д/н1327)
- Ізабелла (бл. 1323—1361), дружина Роберта Намюрського, сеньйора де Бофор-сюр-Мез і Рено
- Людовик (1325—1328)
- 7 бастрадів